# Live at the Seaside
Live at the Seaside es la primera grabación en vivo publicado en VHS del dúo Erasure, realizada como presentación de su álbum The Circus. con el nombre The Circus Tour.
Live at the Seaside presenta la actuación que la banda hizo el 17 de abril de 1987 en el teatro The Dome, en Brighton, East Sussex, Inglaterra, Reino Unido.

## VHS
1. Safety In Numbers
2. Victim of Love
3. It Doesn't Have To Be
4. Don't Dance
5. Who Needs Love (Like That) -Escrita por Vince Clarke*
6. Leave Me To Bleed
7. If I Could
8. Oh L'Amour
9. The Circus
10. Say What
11. Sometimes
12. Spiralling
13. Gimme! Gimme! Gimme! -Escrita por (Andersson/Ulvaeus)

## Créditos
Todos los temas escritos por (Clarke/Bell) excepto los indicados.

Coros: Derek Ian Smith y Steve Myers.

Diseño de arte por Me Co.

Productores ejecutivos: Angus Margerison, Daniel Miller.

## Datos adicionales
- El VHS abre con Safety In Numbers, tema que en su versión original (que figura en el álbum The Circus), era el final de la canción Spiralling.
- En 2011, el concierto se publicó pero en DVD incluido en la edición especial del álbum  The Circus.
- En el concierto tocaron las canciones 'Hideaway' y 'Reunion', pero las canciones no se incluían en el material del VHS y del DVD.
- También, el material estuvo en muy poco tiempo disponible en formato Video8. Actualmente ya no se encuentra disponible en ese formato.